# Uliana Kravchenko
Uliana Kravchenko, seudónimo de Julia Maria Schneider-Niementowska (18 de abril de 1860 – 31 de marzo de 1947), fue una educadora y escritora ucraniana y la primera mujer ucraniana occidental en publicar un libro de poesía.
Nació en Mykolaiv, parte del actual raión de Stry del Óblast de Leópolis, creció en Leópolis y estudió en un seminario docente. Su padre era Julian Schneider, un empleado de la oficina del distrito, mientras que su madre era Julia Łopuszańska.
Realizó sus primeros intentos de poesía en polaco y ucraniano bajo la guía de su tutora Antonina Machczyńska.  Tras graduarse del seminario, Ulyana Kravchenko comenzó a enseñar en la ciudad de Bóbrka. Su primer trabajo publicado fue un cuento que apareció en la revista Zoria. Kravchenko participó activamente en el movimiento de mujeres ucranianas en Galicia. La liberación de la mujer fue un tema importante en su poesía; fue considerada la barda del movimiento de mujeres. Fue también una de las primeras mujeres maestras en Galicia. En 1885, gracias a los esfuerzos de Iván Frankó, consiguió un trabajo en Lviv, pero la despidieron ese mismo año por promover ideas socialistas. Desde entonces y hasta 1900 trabajó como maestra en diversos pueblos de Galicia. En 1920 Kravchenko se trasladó definitivamente a Przemyśl como profesora retirada. En 1941 comenzó a trabajar en la Unión de Escritores Soviéticos y en el trabajo social como concejala del Consejo Nacional de la ciudad de Przemyśl.
El 22 de noviembre de 1886 se casó con Jan Ambroży Niementowski, director de la escuela del pueblo de Dolishnia Luzhok. Tuvieron tres hijos: un hijo, Jerzy, y dos hijas, Teodora y Julia. Jerzy fue un pintor y poeta que escribió en polaco y fue asesinado a los 29 años por ucranianos en Yavoriv el 28 de noviembre de 1918, durante la guerra polaco-ucraniana, mientras organizaba la milicia polaca.
Kravchenko murió en Przemyśl a la edad de 86 años.
- Prima vera, poesía (1885)
- Na novyi shliakh, poesía (1891)
- Prolisky, poesía infantil (1921)
- V dorohu, poesía infantil (1921)
- Lebedyna pisnia, poesía infantil (1924)
- V zhytti ie shchos', poesía (1929)
- ¡Dlia no...! poesía (1931)
- Shelesty nam barvinochku, poesía infantil (1932)
- Moï tsvity, colección de prosa (1933)
- Zamist' avtobiohrafiï, memorias (1934)
- Spohady uchytel’ky (1935)
- Vybrani poeziï, poesía (1941)
- Khryzantemy, novela autobiográfica (1961)